# Tàngara saiaca
La tàngara saiaca (Thraupis sayaca) és una espècie d'ocell de la família Thraupidae que habita en matollars, boscos i de vegades fins i tot a zones urbanes. A Argentina es distribueix per les províncies de Jujuy, Formosa, Salta, Tucumán, Córdoba, Misiones, Entre Ríos, Buenos Aires, Mendoza, Santa Fé, Santiago del Estero, Chaco, Corrientes, Catamarca, La Rioja, mentre que en la resta d'Amèrica, també es distribueix per Uruguai, el Paraguai i Bolívia. Mesura aproximadament 15 cm. El mascle presenta un color celeste metal·litzat en el dors, sent les ales i la cua de color gris en to verdós. La femella és d'un color més apagat. S'alimenta de llavors i fruits. Construeixen un prolix niu fabricat amb tiges, pals, i altres materials similars. La femella pon de 3 a 5 ous.